# Citroën C3 Picasso
La Citroën C3 Picasso è una monovolume compatta prodotta dalla casa automobilistica francese Citroën dal 2008 al 2017.

## Profilo e caratteristiche
Il lancio della C3 Picasso avviene in contemporanea alla presentazione della speciale Citroën C3 Pluriel Charleston; la C3 Picasso rappresenta la versione monovolume della famiglia C3 e utilizza il telaio di base della seconda generazione dell'utilitaria francese (stessa piattaforma della Peugeot 207).

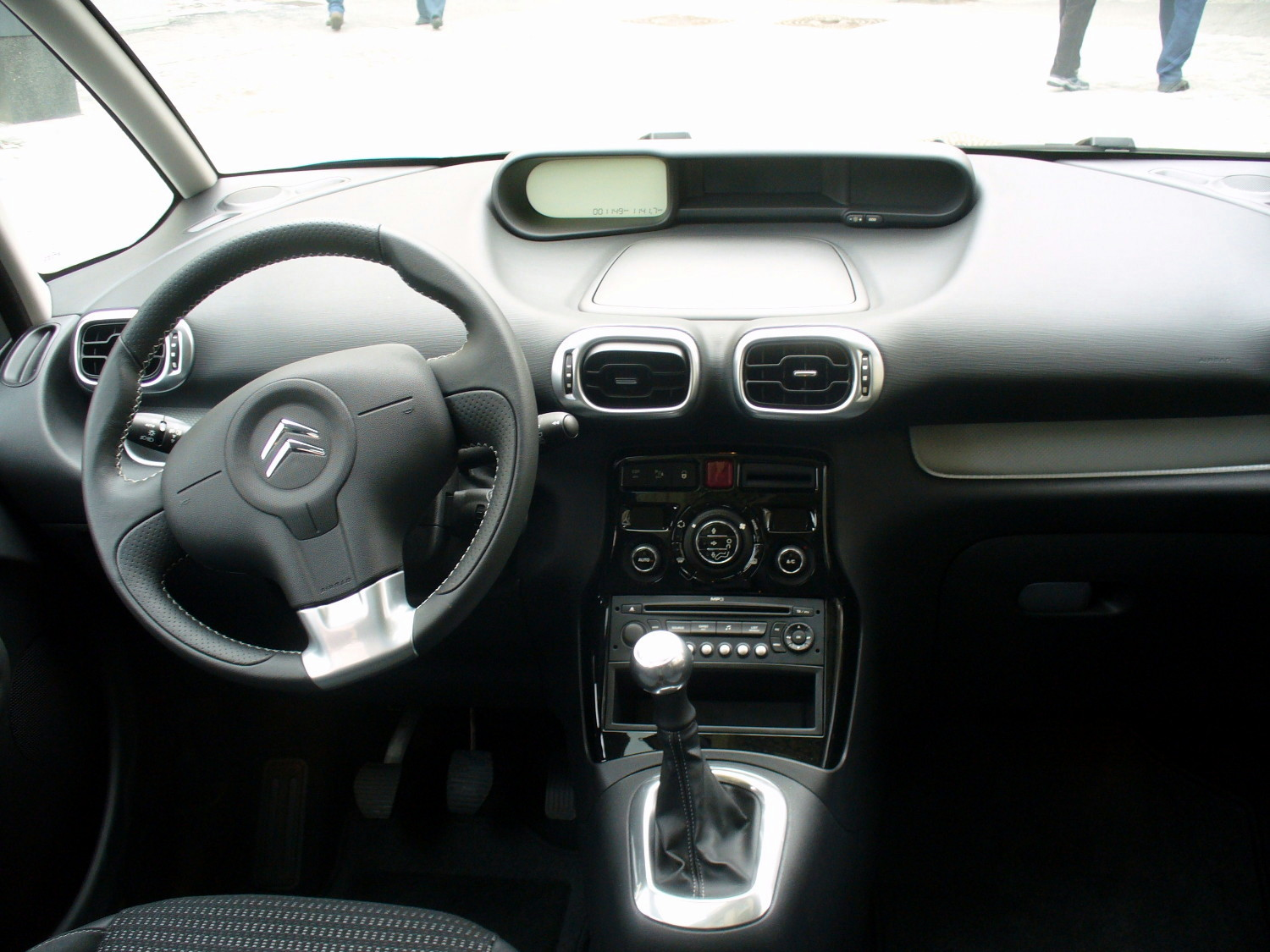
Interni di una C3 Picasso

Anche dal punto di vista del family-feeling Citroën, il Drooneel, la nuova monovolume anticipa contenuti stilistici e soluzioni che saranno adottate dalla C3 di seconda generazione che verrà presentata solo successivamente al debutto della variante Picasso. La C3 Picasso inoltre, monta motorizzazioni non condivise con la C3 prima serie, ossia i motori 1.4 e 1.6 Prince VTI, che erogano rispettivamente 95 e 120 CV (quest'ultimo Euro 5), e che sono montati anche su 207 e Mini Cooper. Due anche le motorizzazioni a gasolio, entrambe da 1.6 litri. Si tratta del 1.6 DV6 proposto in due livelli di potenza, 90 e 109 CV.
La C3 Picasso va a occupare una fascia di mercato in cui si troverà a dover contrastare modelli come la Opel Meriva, la Lancia Musa, la Nissan Note, la Renault Modus è anche la "cugina" Peugeot 1007. Le armi a disposizione della francese sono il design più moderno e anticonformista e il buon rapporto prezzo/qualità, oltre alla possibilità di disporre di motorizzazioni brillanti, ma non assetate di carburante.
Molto particolare e ricercato è il disegno del muso della C3 Picasso, con fari dotati di un'appendice sul lato superiore che incorpora gli indicatori di direzione, appendice che si allunga all'indietro andando a sconfinare nel parafango. Ciò, unito ad un paraurti dal design aggressivo, dà molta grinta alla vettura. I fari posteriori sono di forma allungata e a sviluppo verticale, così come verticale è anche l'andamento della coda stessa, soluzione volta ad ottimizzare la capacità di carico del bagagliaio. Questo aspetto, così importante per una vettura come la C3 Picasso, è stato ulteriormente valorizzato grazie al divano frazionabile, ripiegabile ed asportabile. In questo modo, la capacità di carico sale da 385 a 1506 litri.
La dotazione di serie della C3 Picasso comprende gli airbag frontali, il computer di bordo, l'ESP ed il volante regolabile in altezza e profondità. Gli airbag laterali sono optional solo per le versioni Ideal, quelle più economiche, ma sono di serie per le altre versioni. Tra gli altri optional vanno ricordati gli interni in pelle ed il tetto panoramico. Altri accessori, come le barre sul tetto, l'impianto stereo e i sensori di parcheggio, sono optional nelle versioni di base, ma di serie in quelle più ricche.

## Evoluzione
Per il 2010 si ha l'introduzione del sistema Start & Stop, che spegne il motore durante la sosta ai semafori e lo riaccende non appena si preme l'acceleratore. 

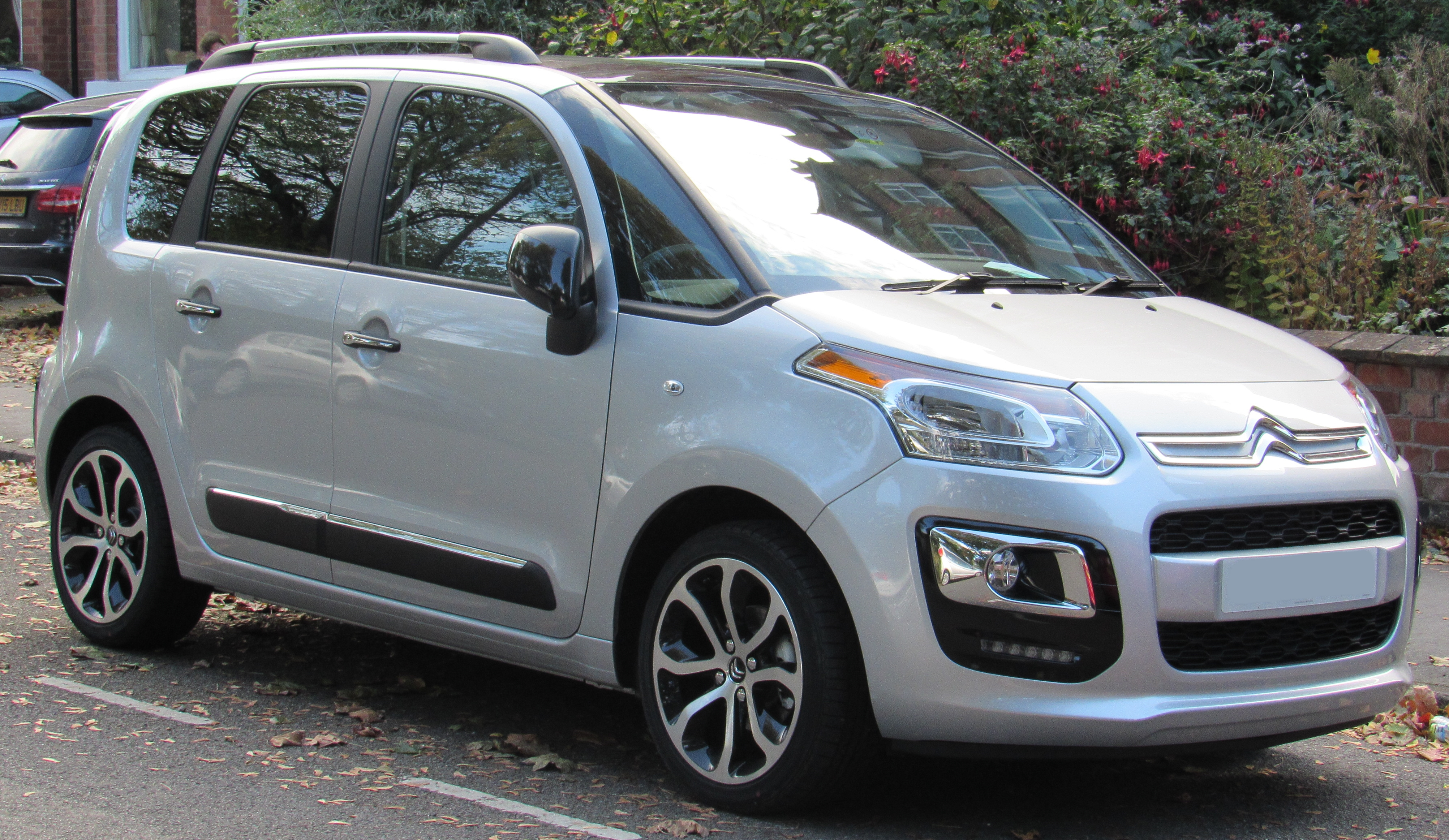
C3 Picasso restyling

Nel 2012 si ha invece un leggero restyling presentato al Salone di Parigi: è stata ridisegnata la calandra, che sfoggia un nuovo logo della casa, ma anche il paraurti anteriore, con nuovi alloggiamenti per i fendinebbia e nuove luci a led. All'interno cambiano solo pochi dettagli di finitura. Per quanto riguarda le motorizzazioni, esse riprendono quasi per intero quelle della gamma uscente, con l'eccezione di un leggero potenziamento del propulsore 1.6 HDi di punta, passato da 110 a 114 CV, e dell'arrivo di una motorizzazione bi-fuel a GPL basata sul 1.4 16v EP3, che in questo caso risulta leggermente depotenziata, scendendo da 95 a 91 CV.
Nella primavera del 2015 si è avuto un altro piccolo aggiornamento, visibile specialmente nel frontale, dove la calandra ha subito un'ulteriore rivisitazione, così come il paraurti, il quale ora monta nuovi fari con fanaleria che integra la tecnologia a LED. Per quanto riguarda le motorizzazioni, il 1.4 da 95 CV ed il 1.6 da 120 CV sono stati sostituiti entrambi da una motorizzazione intermedia costituita dal 1.2 turbo da 110 CV. Un fenomeno analogo si è verificato anche sul fronte dei diesel, dove i due motori 1.6 HDi, rispettivamente da 92 e 115 CV, sono stati sostituiti dal 1.6 BlueHDi da 100 CV di potenza massima. Rimane a listino il 1.4 bi-fuel da 91 CV.
La produzione della C3 Picasso termina nell'estate del 2017, mentre la vettura scompare dai listini nel mese di ottobre dello stesso anno, per essere sostituita dalla Citroën C3 Aircross.

## Riepilogo caratteristiche
Queste sono le versioni previste per la C3 Picasso:
| Versione             | Anni di produzione | Motore         | Cilindrata cm³ | Potenza max CV/rpm | Coppia max Nm/rpm | Massa a vuoto (kg) | Velocità max | Accelerazione 0–100 km/h | Consumo medio (l/100 km) | Emissioni CO2 (g/km) |
| Versioni a benzina   |                    |                |                |                    |                   |                    |              |                          |                          |                      |
| 1.2 THP 110          | 2015-17            | EB2DT          | 1199           | 110/5000           | 205/1500          | 1.205              | 186          | 10"7                     | 5                        | 115                  |
| 1.4 16v VTi          | 2009-16            | EP3            | 1397           | 95/6000            | 136/4000          | 1.259              | 178          | 12"2                     | 6.8                      | 145                  |
| 1.6 16v VTi          | 2009-15            | EP6            | 1598           | 120/6000           | 160/4250          | 1.290              | 188          | 10"9                     | 6.9                      | 149                  |
| Versioni a gasolio   |                    |                |                |                    |                   |                    |              |                          |                          |                      |
| 1.6 16v HDi          | 2009-11            | DV6ATED4       | 1560           | 90/4000            | 215/1750          | 1.289              | 173          | 13"4                     | 4.7                      | 119                  |
| 1.6 HDi              | 2011-15            | DV6DTED        | 1560           | 92/4000            | 230/1750          | 1.205              | 174          | 13"4                     | 4.2                      | 109                  |
| 1.6 e-HDi            | 2011-15            | DV6ATED4 e-HDi | 1560           | 92/4000            | 230/1750          | 1.205              | 174          | 15"7                     | 4.3                      | 112                  |
| 1.6 BlueHDi          | 2015-17            | DV6FD          | 1560           | 100/3750           | 254/1750          | 1.240              | 179          | 12"1                     | 3.9                      | 101                  |
| 1.6 16v HDi (110 CV) | 2009-12            | DV6TED4        | 1560           | 110/4000           | 240/1750          | 1.318              | 183          | 11"2                     | 4.9                      | 125                  |
| 1.6 16v HDi (114 CV) | 2012-15            | DV6TED4        | 1560           | 114/3660           | 240/1750          | 1.318              | 184          | 11"9                     | 4.9                      | 125                  |
| Versioni Bi-fuel     |                    |                |                |                    |                   |                    |              |                          |                          |                      |
| 1.4 VTi GPL          | 2012-15            | EP3            | 1397           | 91/6000            | -                 | 1.285              | 172          | -                        | 8.5                      | 134                  |